# Lijst van premiers van Noord-Macedonië
Hieronder staat een chronologische lijst van premiers van Noord-Macedonië, van 1991 tot 2019 ook wel bekend als de (Voormalige Joegoslavische) Republiek Macedonië.

## Overzicht
| Nr. | Premier            | Premier                                | Ambtstermijn     | Ambtstermijn     | Partij        |
| --- | ------------------ | -------------------------------------- | ---------------- | ---------------- | ------------- |
| 1   |                    | Nikola Kljusev (1927-2008)             | 27 januari 1991  | 17 augustus 1992 | Onafhankelijk |
| 2   | Branko Crvenkovski | Branko Crvenkovski (1962)              | 17 augustus 1992 | 30 november 1998 | SDUM          |
| 3   | Ljubčo Georgievski | Ljubčo Georgievski (1966)              | 30 november 1998 | 1 november 2002  | VMRO-DPMNE    |
| (2) | Branko Crvenkovski | Branko Crvenkovski (1962)              | 1 november 2002  | 12 mei 2004      | SDUM          |
| -   | Radmila Šekerinska | Radmila Šekerinska (1972) (waarnemend) | 12 mei 2004      | 2 juni 2004      | SDUM          |
| 4   |                    | Hari Kostov (1959)                     | 2 juni 2004      | 18 november 2004 | Onafhankelijk |
| -   | Radmila Šekerinska | Radmila Šekerinska (1972) (waarnemend) | 18 november 2004 | 17 december 2004 | SDUM          |
| 5   | Vlado Bučkovski    | Vlado Bučkovski (1962)                 | 17 december 2004 | 27 augustus 2006 | SDUM          |
| 6   | Nikola Gruevski    | Nikola Gruevski (1970)                 | 27 augustus 2006 | 18 januari 2016  | VMRO-DPMNE    |
| 7   | Emil Dimitriev     | Emil Dimitriev (1979)                  | 18 januari 2016  | 31 mei 2017      | VMRO-DPMNE    |
| 8   | Zoran Zaev         | Zoran Zaev (1974)                      | 31 mei 2017      | 3 januari 2020   | SDUM          |
| 9   | Oliver Spasovski   | Oliver Spasovski (1976)                | 3 januari 2020   | 30 augustus 2020 | SDUM          |
| (8) | Zoran Zaev         | Zoran Zaev (1974)                      | 30 augustus 2020 | 16 januari 2022  | SDUM          |
| 10  | Dimitar Kovačevski | Dimitar Kovačevski (1974)              | 16 januari 2022  | 28 januari 2024  | SDUM          |
| 11  | Talat Xhaferi      | Talat Xhaferi (1962)                   | 28 januari 2024  | 23 Juni 2024     | BNI           |
| 12  | Hristijan Mickoski | Hristijan Mickoski (1977)              | 23 juni 2024     | huidig           | VMRO-DPMNE    |